# Apatesia
Apatesia, biljni rod iz porodice čupavica, smješten u tribus Apatesieae, dio potporodice Ruschioideae. Postoje najmanje tri priznate vrste s krajnjeg juga Afrike.

## Vrste
1. Apatesia helianthoides (Aiton) N.E.Br.
2. Apatesia pillansii N.E.Br.
3. Apatesia sabulosa (Thunb.) L.Bolus

## Sinonimi
- Thyrasperma N.E.Br.